# جرترود مريديث
جرترود مريديث (بالإنجليزية: Gertrude Meredith)‏ هي متزلجة فنية أمريكية، ولدت في 28 مايو 1892، وتوفيت في 24 فبراير 1986.

## وصلات خارجية
- جرترود مريديث على موقع أوليمبيديا (الإنجليزية)